# Chapelle de l'ex-Apeca
La chapelle de l'ex-Apeca est un édifice remarquable de l'île de La Réunion, département et région d'outre-mer français dans le sud-ouest de l'océan Indien. Située à la Plaine des Cafres, sur le territoire communal du Tampon, elle fait l'objet d'une inscription au titre des monuments historiques depuis le 7 juin 2018. Le 26 mai 2023, elle est cette fois classée monument historique.

## Historique
La chapelle est construite en 1965 sur le site de l'ancienne APECA des filles (association de protection de l’enfance coupable et abandonnée), à la demande de sœur Marie-Suzel Gérard de la congrégation des sœurs de Saint-Joseph de Cluny, propriétaires des lieux depuis 1936. La conception est confiée à l'architecte Guy Lejeune à qui l'on doit notamment la piscine du Barachois. Le plan en étoile comporte plusieurs entrées. Les vitraux sont de Guy Lefèvre et le béton prédominant.
La chapelle est gérée actuellement par l'AAPEJ (association aide et protection de l’enfance et de la jeunesse) appartenant au groupe SOS.
Elle obtient le label « Patrimoine du XXe siècle » en 2016 et est en lice sur la liste de la quatrième édition du Loto du patrimoine.